# Distrito industrial

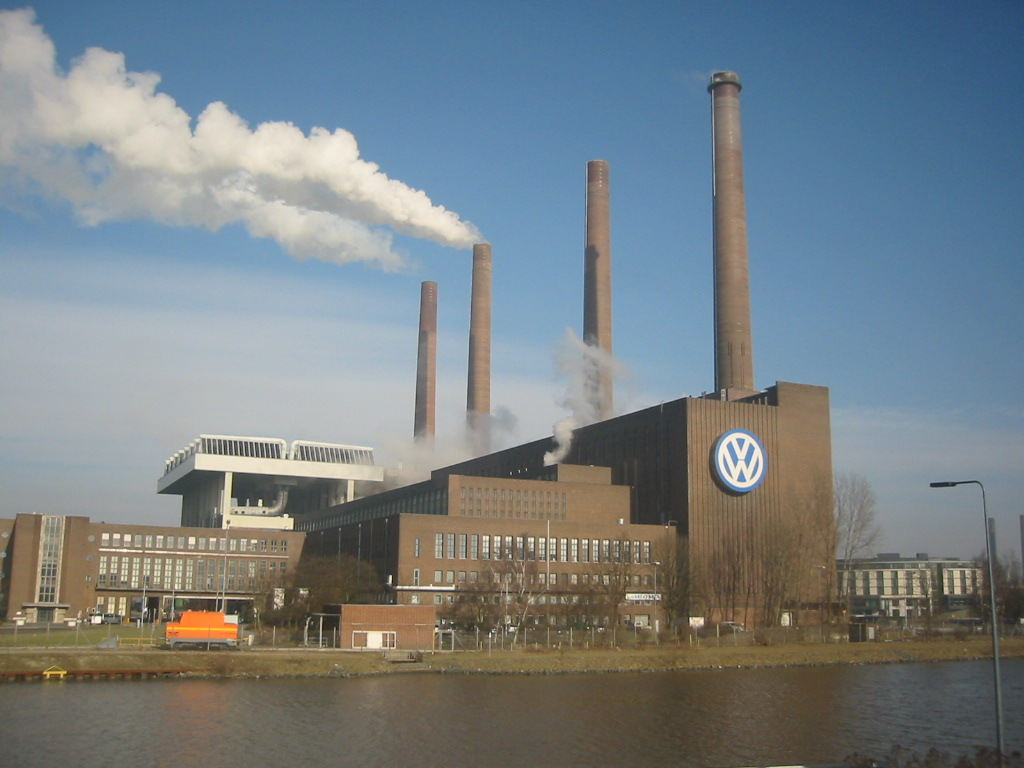
Uma fábrica de carros

Distrito industrial é um espaço urbano, de tamanho semelhante ao de um ou mais bairros, que possui incentivos fiscais.
Alguns distritos chegam a ter o tamanho de uma regional ou de uma região administrativa, como é o caso da Zona Franca de Manaus.
Um exemplo típico de um distrito industrial é o Distrito Industrial Fernão Dias, em Betim.